# Dušan Moravec
Dušan Moravec, slovenski literarni zgodovinar, pisatelj, dramaturg, * 4. oktober 1920, Ljubljana, † 25. februar 2015, Ljubljana.

## Življenje
Po maturi se je vpisal na Filozofsko fakulteto v Ljubljani. Študij je v času okupacije prekinil in se v letih 1941–1945 vključil v delo Osvobodilne fronte. Med tem časom je bil tudi v italijanskih taboriščih, partizanski vojni dopisnik v NOV in nazadnje član uredništva Slovenskega poročevalca, kjer je skrbel predvsem za kulturno rubriko, katere urednik je ostal tudi po vojni.  Leta 1948 je diplomiral iz slovenske, južnoslovanske in primerjalne književnosti. Sodeloval je pri ustanavljanju Mestnega gledališča ljubljanskega. Kot prvi dramaturg te ustanove (1949–1962) je skrbel za njen repertoar, zlasti za uprizarjanje izvirnih novosti, za obnavljanje domačega izročila in za uvajanje sodobnih, dotlej na Slovenskem še neznanih svetovnih mojstrov. Zasnoval je periodične publikacije tega gledališča. 13 let (1962–1975) je vodil  Slovenski gledališki muzej in ga preusmeril k raziskovalnemu delu. Opravljal je funkcijo ravnatelja, muzejskega svetovalca in urednika publikacij. Leta 1975 se je upokojil in se docela posvetil raziskovalnemu in uredniškemu delu. Marca 1976 je postal izredni član SAZU, redni član je bil od aprila 1981. V letih 1984–1988 je bil tajnik razreda za filološke in literarne vede. Bil je častni član Slavističnega društva Slovenije.

## Delo
Po prvih objavah v srednješolskih listih (Cankarjevi hlapci nekdaj in sedaj, O lepi Vidi brez lepe Vide, Nekaj vprašanj našega gledališča) in partizanskem tisku je v prvih povojnih letih začel raziskovalno delo na področju teatrologije in literarne vede. Objavljal je v številnih slovenskih in jugoslovanskih revijah, zbornikih in leksikalnih publikacijah (Slovenski biografski leksikon, Enciklopedija Jugoslavije, Enciklopedija Slovenije). Napisal je 22 samostojnih knjig. Objavil je številne literarnozgodovinske članke, eseje, dramaturške analize in študije o gledališčnikih. Na literarnozgodovinskem področju se je ukvarjal z osebnostmi in problemi s konca 19. in 1. polovice 20. stoletja. Ukvarjal se je s Cankarjem, Govekarjem, Kraigherjem, Finžgarjem, Aškercem, Kristanom, Leskovcem ... V pregledih je obdelal novejše slovensko gledališče, in sicer z zgodovinskega, sociološkega in primerjalnega vidika. Te preglede je dopolnjeval z monografijami o igralcih in režiserjih. Napisal je zgodovinski pregled slovenske teatrologije. Prevedel je Petrovićevo komedijo v treh dejanjih (Dan oddiha). Pisal je tudi o slovenski dramatiki na tujih odrih.
Nagrade in priznanja: Nagrada sklada Borisa Kidriča (1964), nagrada Prešernovega sklada (1968), Župančičeva nagrada (1975), zlata značka Borštnikovega srečanja (1979), Kidričeva nagrada (1986), Sterijeva nagrada (1986), Schwentnerjeva nagrada (1991).

## Izbrana bibliografija

### Monografije
- Pomenki o sodobnih dramah. Ljubljana: Mestno gledališče ljubljansko, 1958. (COBISS)
- Meščani v slovenski drami. Ljubljana: Cankarjeva založba, 1960. (COBISS)
- Gledališki obiski. Zapiski s poti. Ljubljana: Mestno gledališče, 1962. (COBISS)
- Vezi med slovensko in češko dramo. Ljubljana: Slovenska matica, 1963. (COBISS)
- Pričevanja o včerajšnjem gledališču. Maribor: Obzorja, 1967. (COBISS)
- Podoba Jožeta Tirana. Ljubljana: Mestno gledališče ljubljansko, 1970. (COBISS)
- Iskanje in delo Ferda Delaka. Ljubljana: Mestno gledališče ljubljansko, 1971. (COBISS)
- Slovensko gledališče Cankarjeve dobe (1892–1918). Ljubljana: Cankarjeva založba, 1974. (COBISS)
- Ivan Cankar. Ljubljana: Partizanska knjiga, 1978. (COBISS)
- Slovensko gledališče od vojne do vojne (1918–1941). Ljubljana: Cankarjeva založba, 1980. (COBISS)
- Borštnik. Podoba dramskega umetnika. Ljubljana: Cankarjeva založba, 1985. (COBISS)
- Lojz Kraigher. Ljubljana: Državna založba Slovenije, 1990. (COBISS)
- Temelji slovenske teatrologije. Ljubljana: Cankarjeva založba, 1990. (COBISS)
- Portreti pozabljenih igralcev. Ljubljana: Slovenski gledališki in filmski muzej, 1992. (COBISS)
- Verovšek – komedijant ali umetnik?. Ljubljana: Slovenski gledališki in filmski muzej, 1993. (COBISS)
- Novi tokovi v slovenskem založništvu. Od Schwentnerja do prvih publikacij Akademije. Ljubljana: Državna založba Slovenije, 1994. (COBISS)
- Slovenski režiserski kvartet (z gostom). Ljubljana: Slovenski gledališki in filmski muzej, 1996. (COBISS)
- Desetletje na prepihu. Kronika Mestnega gledališča ljubljanskega 1951–1961. Ljubljana: Slovenski gledališki muzej, 1998. (COBISS)
- Slovensko gledališko petletje (Ljubljana - Maribor - Trst, 1945–1950). Ljubljana: Slovenska akademija znanosti in umetnosti, 1999. (COBISS)
- Hinko Nučič, dramski igralec in režiser. Ljubljana: Slovenski gledališki muzej, 2000. (COBISS)
- Sto slovenskih dramskih umetnikov. Ljubljana: Prešernova družba, 2001. (COBISS)
- Ludvik Mrzel. Maribor: Litera, 2007. (COBISS)
- Utrinki spomina. Ljubljana: Beletrina, 2024. (spremna besea Petra Pogorevc)

### Uredniško in souredniško delo
- Etbin Kristan: Izbrano delo. Ljubljana: Državna založba Slovenije, 1950. (COBISS)
- Ivan Cankar: Zbrano delo. Ljubljana: Državna založba Slovenije, 1967–1976. (COBISS)
- Janez Trdina: Bajke in povesti o Gorjancih. Ljubljana: Mladinska knjiga, 1973. (COBISS)
- Karl Destovnik: Kajuhove pesmi. Ljubljana: Slovenski knjižni zavod, 1949. (COBISS)
- Alojz Kraigher: Zbrano delo. Ljubljana: Državvna založba Slovenije, 1975–1989. (COBISS)
- Sto premier Mestnega gledališča v Ljubljani. Ljubljana: Mestno gledališče, 1961. (COBISS)
- Sto let s Hamletom: kritike in eseji. Ljubljana: Mestno gledališče ljubljansko, 1964. (COBISS)
- Fran Govekar: Pisma Frana Govekarja. Ljubljana: Slovenska akademija znanosti in umetnosti, 1978–1983. (COBISS)
- Ludvik Mrzel: Zbrano delo. Maribor: Litera, 2006–2007. (COBISS)
- Janko Lavrin: Korespondenca med Jankom Lavrinom in Antonom Slodnjakom: (1951–1983). Ljubljana: Slovenska akademija znanosti in umetnosti, 2002. (COBISS)
- Anton Leskovec: Zbrano delo. Ljubljana: Državna založba Slovenije, 1991–1992. (COBISS)

### Avtor dodatnega besedila
- Matej Bor: Raztrganci. Ljubljana: Mestno gledališče ljubljansko, 1964. (COBISS)
- Bratko Kreft: Velika puntarija: dramska kronika iz leta 1573 v petih dejanjih. Ljubljana: Mladinska knjiga, 1959. (COBISS)
- Fran Saleški Finžgar: Razrušeni život: drama u tri čina. Zagreb: »Glas rada«, 1951. (COBISS)
- Anton Aškerc: Zbrano delo. Ljubljana: Državna založba Slovenije, 1946–1999. (COBISS)
- William Shakespeare: Zbrane gledališke igre. Ljubljana: Mladinske knjiga, 1978. (COBISS)
- Bratko Kreft: Kranjski komedijanti. Ljubljana: Mladinska knjiga, 1985. (COBISS)
- Mestno gledališče ljubljansko: 50 let MGL. Ljubljana: Mestno gledališče ljubljansko, 2001. (COBISS)
- Edi Berk: Dvanajst vrhunskih dramskih umetnikov. Ljubljana: Prešernova družba, 2001. (COBISS)
- Janko Lavrin: Pisma v domovino. Ljubljana: Slovenska akademija znanosti in umetnosti, 2004. (COBISS)

### Izbrani članki
- Ob dveh Smoletovih prevodih za gledališče. Jezik in slovstvo 4/1 (1958). 23–25. (COBISS)
- Slovanska gledališča na dunajski mednarodni razstavi. Jezik in slovstvo 1/4–5 (1955/56). 141–145. (COBISS)
- Borštnik Marija. Poskusna gesla za novi Slovenski biografski leksikon (2000). 117–119. (COBISS)
- Pisemske vezi Hinka Nučiča z igralci, režiserji in dramatiki: prispevek k umetnikovemu mariborskemu obdobju (1919–1921). Hartmanov zbornik 4/2–3 (2004). 610–632. (COBISS)
- Revijalne in knjižne objave del Janka Lavrina v slovenskem jeziku. Razgledi 18 (2005). 199–226 (COBISS)
- Estetska merila Ocvirkove gledališke kritike =Esthetic criteria of Ocvirk's theater criticism. Primerjalna književnost v 20. stoletju /Simpozij ob 100-letnici rojstva Antona Ocvirka (2007). 44–45. (COBISS)

### Izbrani članki o njem
- Jože Munda: Bibliografija Dušana Moravca: ob sedemdesetletnici. Slavistična revija 38/4 (1990). 469–489. (COBISS)
- France Vurnik: Pronicljive, plastične biografije režiserjev. Sodobnost 54/5 (1997). 434–438. Arhivirano 2016-03-15 na Wayback Machine. (COBISS)
- Ira Ratej: Dr. Dušanu Moravcu: ob osemdesetem rojstnem dnevu. Gledališki list Mestnega gledališča ljubljanskega 49/4 (2000/2001). 78–81. (COBISS)
- Vasja Predan: Dušan Moravec-petinosemdesetletnik: oče Mestnega gledališča ljubljanskega. Gledališki list Mestnega gledališča ljubljanskega 56/3 (2005/2006). 68–71. (COBISS)